# Hydriomena johnstoni
Hydriomena johnstoni là một loài bướm đêm trong họ Geometridae.